# Antonio Pedrero
Antonio Pedrero López (Terrassa, 23 oktober 1991) is een Spaans wielrenner die sinds 2016 rijdt voor Movistar Team.

## Carrière
In 2015 behaalde Pedrero zijn eerste UCI-overwinning toen hij in de Ronde van Guadeloupe de laatste etappe wist te winnen door zijn ploeggenoot Diego Milán en Cédric Eustache te verslaan in een sprint. In het eindklassement werd hij derde, achter Boris Carène en Milán.
In 2016 werd Pedredo prof bij Movistar Team. Zijn debuut voor de ploeg van Eusebio Unzué maakte hij in de Challenge Mallorca, waar hij aan één manche deelnam. Zijn beste klassering dat jaar was een tiende plaats in de Circuito de Getxo en in het eindklassement van de Ronde van de Ain.

## Overwinningen
2015
9e etappe Ronde van Guadeloupe
2021
3e etappe Route d'Occitanie
Eindklassement Route d'Occitanie
2022
3e etappe Ronde van de Ain

## Resultaten in voornaamste wedstrijden
| Jaar | Ronde van Italië | Ronde van Frankrijk | Ronde van Spanje |
| ---- | ---------------- | ------------------- | ---------------- |
| 2016 |                  |                     |                  |
| 2017 |                  |                     | 51e              |
| 2018 | 92e              |                     |                  |
| 2019 | 46e              |                     | 43e              |
| 2020 | 19e              |                     |                  |
| 2021 | 22e              |                     |                  |
| 2022 | 27e              |                     |                  |
| 2023 |                  | opgave              |                  |
| 2024 |                  |                     |                  |
| 2025 |                  |                     |                  |

| Jaar | Gent-Wevelgem | Ronde van Lombardije | E3 Harelbeke | Clásica San Sebastián |  | Wereldranglijsten |
| ---- | ------------- | -------------------- | ------------ | --------------------- |  | ----------------- |
| 2016 | opgave        |                      | opgave       |                       |  |                   |
| 2017 | opgave        |                      | opgave       |                       |  | 358e (UWT)        |
| 2018 |               | 62e                  |              |                       |  |                   |
| 2019 |               |                      |              | 61e                   |  |                   |
| 2020 |               |                      |              |                       |  |                   |
| 2021 |               | opgave               |              |                       |  |                   |
| 2022 |               |                      |              | 19e                   |  |                   |
| 2023 |               |                      |              |                       |  |                   |
| 2024 |               |                      |              | opgave                |  |                   |
| 2025 |               |                      |              | 78e                   |  |                   |

## Ploegen
- 2015 –  Inteja-MMR Dominican Cycling Team (vanaf 25-7)
- 2016 –  Movistar Team
- 2017 –  Movistar Team
- 2018 –  Movistar Team
- 2019 –  Movistar Team
- 2020 –  Movistar Team
- 2021 –  Movistar Team
- 2022 –  Movistar Team
- 2023 –  Movistar Team
- 2024 –  Movistar Team
- 2025 –  Movistar Team

Ayuso · Calderón · Cruz · Cueto · Guzmán · López · Menéndez · Milán · Nuñez · Nuño · Pedrero · Reyes · Sarabia · Sarmiento · Sobrino · Tejada
Amador · Anacona · Arcas · Betancur · Castroviejo   · Dowsett · Erviti · Fernández · Jesús Herrada · José Herrada · G. Izagirre · J. Izagirre · Lobato · Malori · D. Moreno · J. Moreno · Oliveira · Pedrero · D. Quintana · N. Quintana · Rojas · Soler · Sutherland · Sütterlin · Valverde · Ventoso · Visconti  · Carapaz (stagiair)
Amador · Anacona · Arcas · Barbero · Bennati · Betancur · Bico · Carapaz · Carretero · Castroviejo   · de la Parte · Dowsett · Erviti · Fernández · Jesús Herrada · José Herrada · Izagirre · Malori · Moreno · Oliveira · Pedrero · D. Quintana · N. Quintana · Rojas · Soler · Sutherland · Sütterlin · Valverde
Amador · Anacona · Arcas · Barbero · Bennati · Betancur · Bico · Carapaz · Carretero · Castrillo · de la Parte · Erviti · Fernández · Landa · Oliveira · Pedrero · D. Quintana · N. Quintana · Rojas · Rosón · Sepúlveda · Soler · Sütterlin · Valls · Valverde 
Amador · Anacona · Arcas · Barbero · Bennati · Betancur · Carapaz · Carretero · Castrillo · Erviti · Fernández · Landa · Mas · Oliveira · Pedrero · Prades · Quintana · Roelandts · Rojas · Rosón · Sepúlveda · Soler · Sütterlin · Valls · 
Valverde  · Verona
Alba · Arcas · Betancur (tot 31/08) · Carretero · Cataldo · Cullaigh · Elosegui · Erviti · Hollmann · Jacobs · Jorgenson · E. Mas · L. Mas · Mora · Norsgaard · Oliveira · Pedrero · Prades · Roelandts · Rojas · Rubio · Samitier · Sepúlveda · Soler · Torres · Valverde · Verona · Villella
Alba · Arcas · Carretero · Cataldo · Cullaigh · Elosegui · Erviti · García · González ·  Hollmann · Jacobs · Jorgenson · López (tot 1/10) · E. Mas · L. Mas · Mora · Mühlberger · Norsgaard · Oliveira · Pedrero · Rojas · Rubio · Samitier · Serrano · Soler · Torres · Valverde · Verona · Villella
Aranburu · Arcas · Barta · Elosegui · Erviti · García · González · Hollmann · Izagirre · Jacobs · Jorgenson · Kanter · Lazkano · E. Mas · L. Mas · Mühlberger · Norsgaard · Oliveira · Pedrero · Rangel Costa · Rodríguez · Rojas · Rubio · Samitier · Serrano · Sosa · Torres · Valverde · Verona
Aranburu · Arcas · Barta · Erviti · García · Gaviria · González · Guerreiro · Hollmann · Izagirre · Jacobs · Jorgenson · Kanter · Lazkano · E. Mas · L. Mas · Mühlberger · Norsgaard · Oliveira · Pedrero · Rangel Costa · Rodríguez · Rojas · Romeo · Rubio · Samitier · Serrano · Sosa · Torres · Verona
Aranburu · Arcas · Barrenetxea · Barta · Canal · Cavagna · Cimolai · Formolo · García · Gaviria · Guerreiro · Jacobs · Lazkano · Mas · Milesi · Moro · Mühlberger · Norsgaard · Oliveira · Pedrero · Quintana · Rangel Costa (tot 19/8) · Romeo · Romo · Rubio · Samitier · Serrano · Sosa · Torres